# Refleksmodtager
En refleksmodtager er en radioforsatstype, som før i tiden benyttedes for at spare på antallet af anvendte transistorer og elektronrør.
Det grundlæggende i en radioforsats af refleksmodtagertypen er, at et eller flere af forstærkertrinnene benyttes til forstærkning af flere frekvensintervaller samtidigt – sædvanligvis 2 – f.eks. (radiofrekvens og audiofrekvens - eller MF) og audiofrekvens).
Frekvensintervallerne skal være letadskillelige via filtre. Hvis lavfrekvens forstærkes i forstærkertrinnet, så anvendes som regel lavpasfiltre til at koble LF ind i indgangen og ud ad udgangen.